# Squash-Mannschaftseuropameisterschaft 1986
Die Mannschaftseuropameisterschaften der Herren und Damen 1986 im Squash fanden vom 1. bis 3. Mai 1986 in Aix-en-Provence in Frankreich statt. Insgesamt traten 21 Mannschaften bei den Herren und 17 Mannschaften bei den Damen an. Bei den Herren handelte es sich um die 14. Auflage der Meisterschaft, bei den Damen um die 9. Austragung.
Bei den Herren und Damen gewann wie schon in den Vorjahren der Titelverteidiger aus England. Die Herrenmannschaft um Gawain Briars, Geoff Williams, Bryan Beeson, Martin Bodimeade und David Pearson besiegte im Finale Schweden mit 3:2, dessen Aufgebot aus Jan-Ulf Söderberg, Fredrik Johnson, Anders Wahlstedt, Ulf Lagunoff und Björn Almström bestand. Bei den Damen besiegten Lucy Soutter, Martine Le Moignan und Alison Cumings ihre irischen Konkurrentinnen Rebecca Best, Marjorie Burke und Barbara Lowans im Endspiel mit 3:0.

## Herren

### Platzierungsspiele
| Platzierung       | Mannschaft   | Mannschaft  | Ergebnis |
| ----------------- | ------------ | ----------- | -------- |
| Finale            | England      | Schweden    | 3:2      |
| Spiel um Platz 3  | Finnland     | Deutschland | n/A      |
| Spiel um Platz 5  | Irland       | Niederlande | n/A      |
| Spiel um Platz 7  | Schottland   | Frankreich  | n/A      |
| Spiel um Platz 9  | Schweiz      | Norwegen    | n/A      |
| Spiel um Platz 11 | Dänemark     | Spanien     | n/A      |
| Spiel um Platz 13 | Belgien      | Österreich  | n/A      |
| Spiel um Platz 15 | Griechenland | Italien     | n/A      |
| Spiel um Platz 17 | Israel       | Monaco      | n/A      |
| Spiel um Platz 19 | Portugal     | Andorra     | n/A      |
| Spiel um Platz 21 | Luxemburg    | kein Gegner | n/A      |

## Damen

### Platzierungsspiele
| Platzierung       | Mannschaft  | Mannschaft  | Ergebnis |
| ----------------- | ----------- | ----------- | -------- |
| Finale            | England     | Irland      | 3:0      |
| Spiel um Platz 3  | Schottland  | Finnland    | n/A      |
| Spiel um Platz 5  | Deutschland | Niederlande | n/A      |
| Spiel um Platz 7  | Schweiz     | Schweden    | n/A      |
| Spiel um Platz 9  | Frankreich  | Spanien     | n/A      |
| Spiel um Platz 11 | Norwegen    | Belgien     | n/A      |
| Spiel um Platz 13 | Österreich  | Dänemark    | n/A      |
| Spiel um Platz 15 | Monaco      | Luxemburg   | n/A      |
| Spiel um Platz 17 | Andorra     | kein Gegner | n/A      |

## Abschlussplatzierungen

### Herren
| Rang | Mannschaft  |
| 01.  | England     |
| 02.  | Schweden    |
| 03.  | Finnland    |
| 04.  | Deutschland |
| 05.  | Irland      |
| 06.  | Niederlande |
| 07.  | Schottland  |
| 08.  | Frankreich  |

| Rang | Mannschaft   |
| 09.  | Schweiz      |
| 10.  | Norwegen     |
| 11.  | Dänemark     |
| 12.  | Spanien      |
| 13.  | Belgien      |
| 14.  | Österreich   |
| 15.  | Griechenland |
| 16.  | Italien      |

| Rang | Mannschaft |
| 17.  | Israel     |
| 18.  | Monaco     |
| 19.  | Portugal   |
| 20.  | Andorra    |
| 21.  | Luxemburg  |

### Damen
| Rang | Mannschaft  |
| 01.  | England     |
| 02.  | Irland      |
| 03.  | Schottland  |
| 04.  | Finnland    |
| 05.  | Deutschland |
| 06.  | Niederlande |
| 07.  | Schweiz     |
| 08.  | Schweden    |

| Rang | Mannschaft |
| 09.  | Frankreich |
| 10.  | Spanien    |
| 11.  | Norwegen   |
| 12.  | Belgien    |
| 13.  | Österreich |
| 14.  | Dänemark   |
| 15.  | Monaco     |
| 16.  | Luxemburg  |

| Rang | Mannschaft |
| 17.  | Andorra    |